# Крестьянский (Воронежская область)
Крестьянский — хутор в Репьёвском районе Воронежской области Российской Федерации.
Входит в состав Бутырского сельского поселения.

## География
Хутор расположен в 4 км к северо-западу от административного центра сельского поселения — села Бутырки. 

На хуторе имеется одна улица — имени А. Мамкина.

## История
Хутор возник во второй половине XVIII века. В описании Нижнедевицкого уезда 1780 года упомянут в числе хуторов, принадлежащих к слободе Репьёвке.

## Население
| 2010 |
| ---- |
| 54   |

В 1859 году в казённом хуторе Крестьянский (Крепаки) при овраге Пустом Ржавце в Коротоякском уезде насчитывалось 85 дворов, 302 мужчины, 310 женщин.